# Ivan Herben
Ivan Herben (26. února 1900 Praha – 25. října 1968 Pacific Grove, Kalifornie, USA) byl český novinář a politik, syn Jana Herbena.

## Život
Narodil se jako nejmladší ze tří dětí spisovatele a redaktora Jana Herbena (1857–1936) a jeho manželky Bronislavy, rozené Foustkové (1861–1942).
Absolvoval vojenskou akademii, krátce sloužil jako voják z povolání (důstojník). 30. listopadu 1924 se oženil s Milenou Procházkovou.
Zájem o věci veřejné jej přivedl k novinařině. Od počátku 20. let dvacátého století až do zániku Československa byl redaktorem listů Tribuna (1922–1928), České slovo (1928–1938) a nakonec šéfredaktorem brněnské redakce Lidových novin. Za protektorátu se angažoval v protinacistickém odboji, koncem roku 1939 byl zatčen gestapem. V letech 1940–1945 byl vězněn v koncentračním táboře. Po skončení druhé světové války se stal členem předsednictva Československé strany národněsocialistické a šéfredaktorem Svobodného slova. Po únoru 1948 emigroval do USA. Zde v exilu spolu s Ferdinandem Peroutkou, Pavlem Tigridem a dalšími stál u zrodu rozhlasové stanice Svobodná Evropa, v níž jako kulturně-politický redaktor působil v letech 1950–1965.